# Дюран Глостерский
Дюран Глостерский (англ. Durand of Gloucester; умер в 1096) — английский барон, участник нормандского завоевания Англии 1066 года, после которого он получил владения, располагавшиеся в основном в Глостершире и Херефордшире. Шериф Глостершира и кастелян Глостерского замка с 1083 года.

## Биография
Судя по родовому прозванию Роже де Питра, брата Дюрана, их владения находились в Нормандии около поселения Питр, располагающегося в современном французском кантоне Пон-де-л’Арш (департамент Эр).
После нормандского завоевания 1066 года Дюран вместе с братом перебрался в Англию, где получил владения. Согласно «Книге Страшного суда», в 1086 году Дюран владел 28 поместьями в качестве главного арендатора и 25 в качестве простого арендатора; располагались они в графствах Глостершир, Херефордшир, Уилтшир, Гэмпшир и Вустершир.
Около 1083 года Дюран стал шерифом Глостершира и кастеляном Глостерского замка, унаследовав эти должности после смерти брата. Он умер около 1096 года. Его наследником стал племянник, Уолтер Фиц-Роджер, унаследовавший также и должность шерифа. Владения Дюрана вошли в феодальную баронию Уолтера.

## Брак и дети
Источники не сообщают о том, был ли женат Дюран. Возможно, что его сыном был Эд, упоминаемый в «Книге Страшного суда» как владелец земель в том же месте, что и Дюран, но нет никаких свидетельств того, что они были родственниками. Если Эд и был сыном Дюрана, то он умер раньше отца, не оставив наследников.